# Drakesbad Guest Ranch
Le Drakesbad Guest Ranch est un ranch hôtelier américain dans le comté de Plumas, en Californie. Protégé au sein du parc national volcanique de Lassen, il est inscrit au Registre national des lieux historiques depuis le 22 octobre 2003.